# Nürnberški lijak
Nürnberški lijak (nemško Nürnberger Trichter) je šaljivi opis mehanskega načina učenja in poučevanja. Na eni strani evocira sliko učenca, ki se uči s to vrsto poučevalske metode, na drugi strani pa učitelja, ki poučuje vse celo najbolj »neumnega« učenca.

## Etimologija
Fraza oziroma krilatica »nürnberški lijak«, udomačena v nemško govorečih deželah, izvira iz naslova učbenika pesništva ustanoviteljev literarnega društva, Pegniškega cvetličnega društva (Pegnesischer Blumenorden) in nürnberškega pesnika Georga Philippa Harsdörfferja (1607–1658), ki je izšel v Nürnbergu leta 1647 z naslovom Pesniški lijak. Umetnost nemškega pesništva in rime, brez rabe latinščine, zlita v VI. urah (Poetischer Trichter. Die Teutsche Dicht- und Reimkunst, ohne Behuf der lateinischen Sprache, in VI Stunden einzugießen). Zaradi široke distribucije dela se je izraz »nürnberški lijak« uveljavil kot splošni idiomatski izraz.
Idiom »zlivati nekaj notri« (vcepljati) ali »narediti nekaj zlito v« (vcepiti) je celo starejši od podobe »nürnberškega lijaka.« Prvič je bil zapisan v zbirki pregovorov nemškega humanista Sebastiana Francka leta 1541, vendar brez sklica na mesto Nürnberg.